# Маї-Аїні (район)
Маї-Аїні — район зоби (провінції) Дебуб, що в Еритреї. Столиця — місто Маї-Аїні. Створений у 2005 році із частин районів Аді-Кеїх, Аді-Квала, Декемхаре, Мендефера, Сегенеїті та Церона.